# بورخوف
بورخوف (بالروسية: Порхов) هي إحدى مدن روسيا في الكيان الفدرالي الروسي بسكوف أوبلاست.

## أعلام
- هرمان فون بوريس